# Carmenta andrewsi
Carmenta andrewsi is een vlinder uit de familie wespvlinders (Sesiidae), onderfamilie Sesiinae.
Carmenta andrewsi is voor het eerst wetenschappelijk beschreven door Eichlin in 1992. De soort komt voor in het Neotropisch gebied.